# Perisama vitringa
Perisama vitringa is een vlinder uit de familie Nymphalidae. De wetenschappelijke naam van de soort is voor het eerst geldig gepubliceerd in 1858 door William Chapman Hewitson.